# Wachszieher

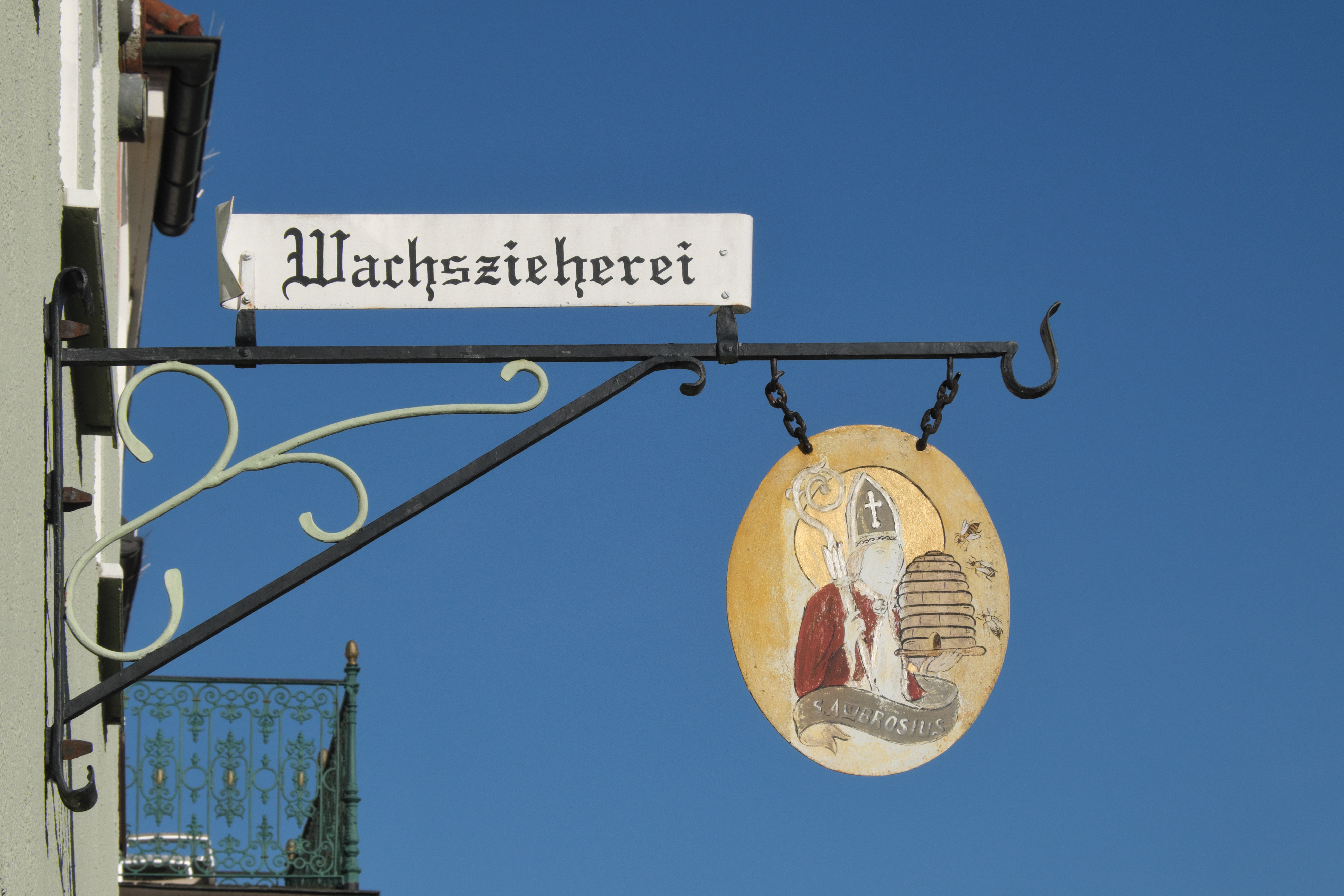
Wachszieherei in Landshut

Wachszieher stellen Schmuck- und Gebrauchsgegenstände für den häuslichen oder kirchlichen Bedarf aus Wachs her.

## Ausbildung

### Deutschland
Wachszieher ist ein anerkannter Ausbildungsberuf, der nach der Handwerksordnung und nach dem Berufsbildungsgesetz geregelt ist. Die Ausbildungsdauer beträgt drei Jahre.
Die Ausbildung erfolgt in zwei verschiedenen Fachrichtungen, entweder der Kerzenzieherei oder in der Fachrichtung Wachsbildnerei. In den ersten beiden Ausbildungsjahren werden die Auszubildenden gemeinsam unterrichtet, die Vertiefung in den beiden Fachrichtungen erfolgt im dritten Lehrjahr. Für gelernte Wachszieher bietet sich die Weiterbildung zum Wachsziehermeister an. Die Dauer der Vorbereitungslehrgänge variiert von drei bis zwölf Monaten.
Für die Ausbildung zum Wachszieher ist kein bestimmter Schulabschluss vorgeschrieben.

### Österreich
In Österreich sind die Lehrberufe Lebzelter/Lebzelterin und Wachszieher/Wachszieherin zusammengefasst. Die unterschiedlichen Tätigkeiten werden gemeinsam unterrichtet und beide Berufe in der Regel auch gleichzeitig ausgeübt. Die Lehrzeit beträgt zwei Jahre.